# Maria Östberg Svanelind
Maria Östberg Svanelind, född 13 september 1958 i Farsta församling i Stockholm, är en svensk politiker (socialdemokrat). Hon var riksdagsledamot 2006 (statsrådsersättare) och 2007 (tjänstgörande ersättare), invald för Stockholms kommuns valkrets.
Hon är internationell sekreterare på Akademikerförbundet SSR. Östberg Svanelind är sedan 2010 ledamot av Kommunfullmäktige i Stockholm och sedan 2014 ledamot av Kommunstyrelsen och Miljö- och hälsoskyddsnämnden i Stockholms stad. Hon är också ledamot av Skärgårdsstiftelsens styrelse och AU. Östberg Svanelind är vice ordförande i Hammarby IF Fotboll.
Hon var ordförande för S-kvinnor i Stockholm mellan 2000 och 2010.
Maria Östberg Svanelind var 2006–2010 första ersättare till riksdagen för Socialdemokraterna i Stockholms stad efter valet 2006. Hon har tjänstgjort som ledamot vid två tillfällen, senast mars till september 2007 då hon tjänstgjorde som ersättare i Miljö- och jordbruksutskottet. Hon har tidigare varit ledamot av landstingsfullmäktige i Stockholm samt innehaft en rad olika kommunala och landstingsuppdrag.Maria Östberg Svanelind var under mandatperioden 2010–2014 ledamot av kommunfullmäktige och Kommunstyrelsen för Stockholms stad och under mandatperioden bland annat vice ordförande i Exploateringsnämnden och Stadsbyggnadsnämnden.
Maria Östberg Svanelind har arbetat på finansroteln i Stockholms stad 2003–2006 som projektledare för Stockholmsförsöket och folkomröstningen om trängselskatt. Hon har också arbetat som politiskt sakkunnig i Näringsdepartementet 1999–2000 och som politisk sekreterare i Stockholms läns landsting 1996–1998. Hon var vice ordförande för Sveriges förenade studentkårer 1986–1987 och ordförande för Stockholms universitets studentkår 1985–1986.